# Blevio

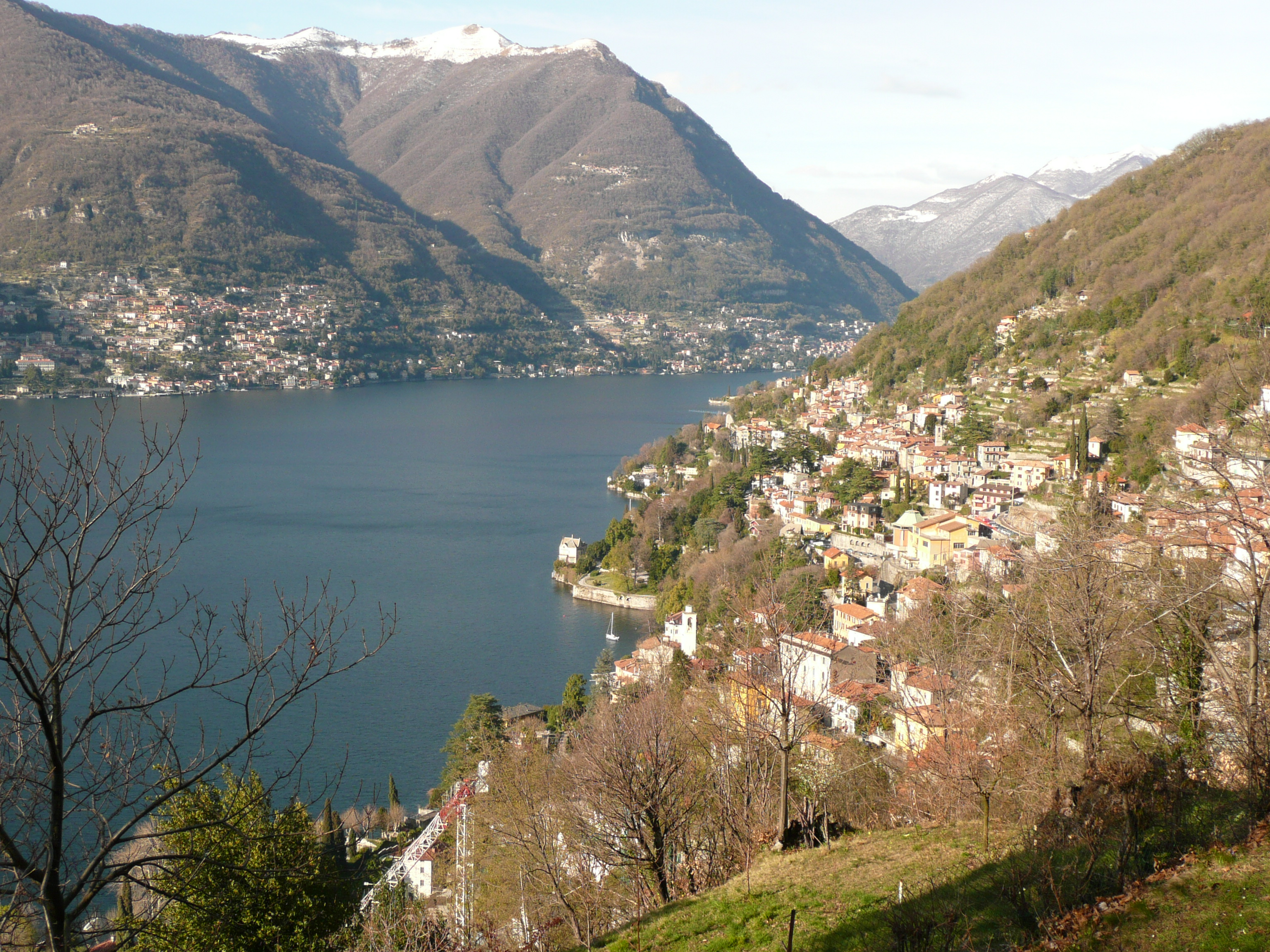
Gemeinde Blevio am Comer See

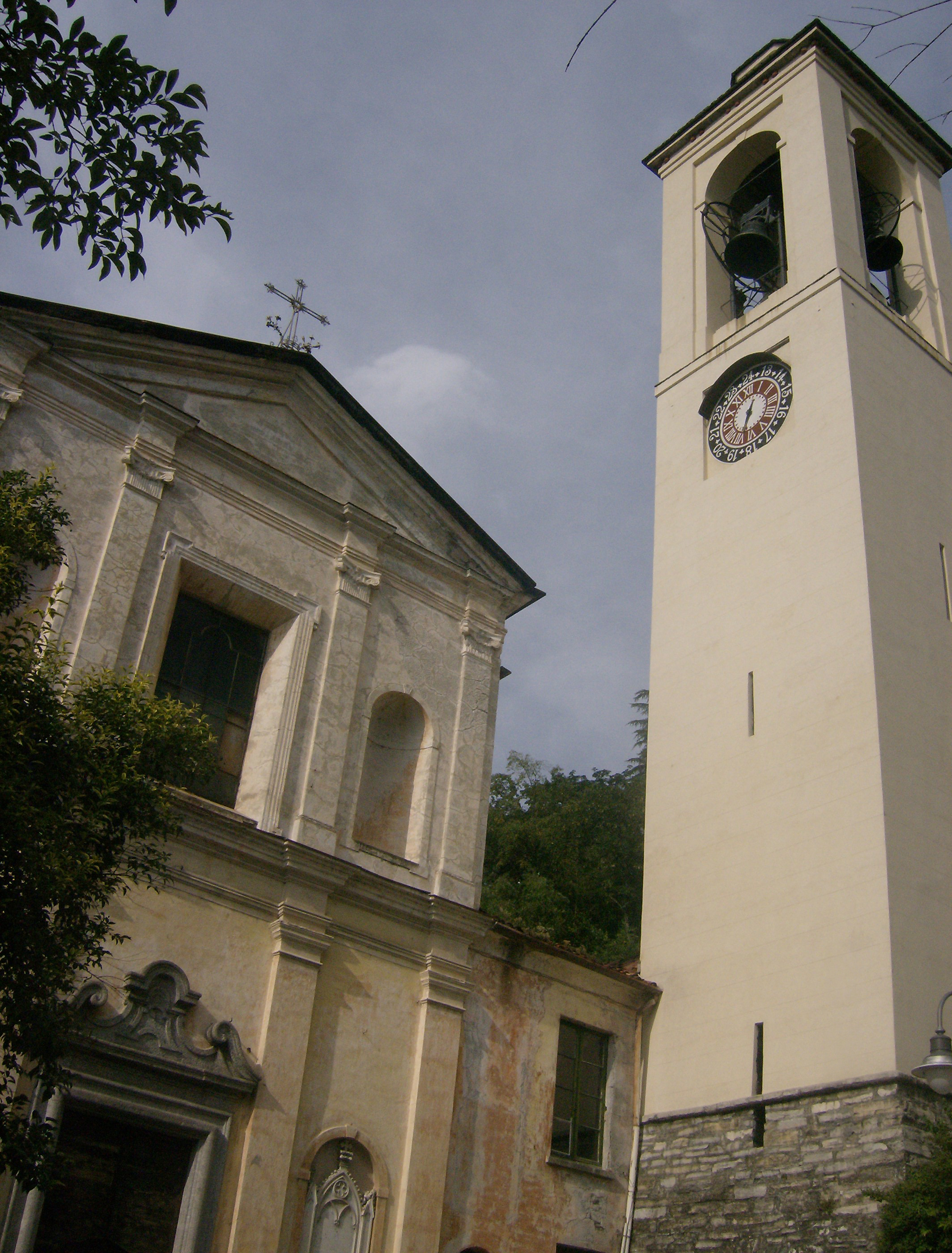
Kirche Santi Epimaco e Gordiano

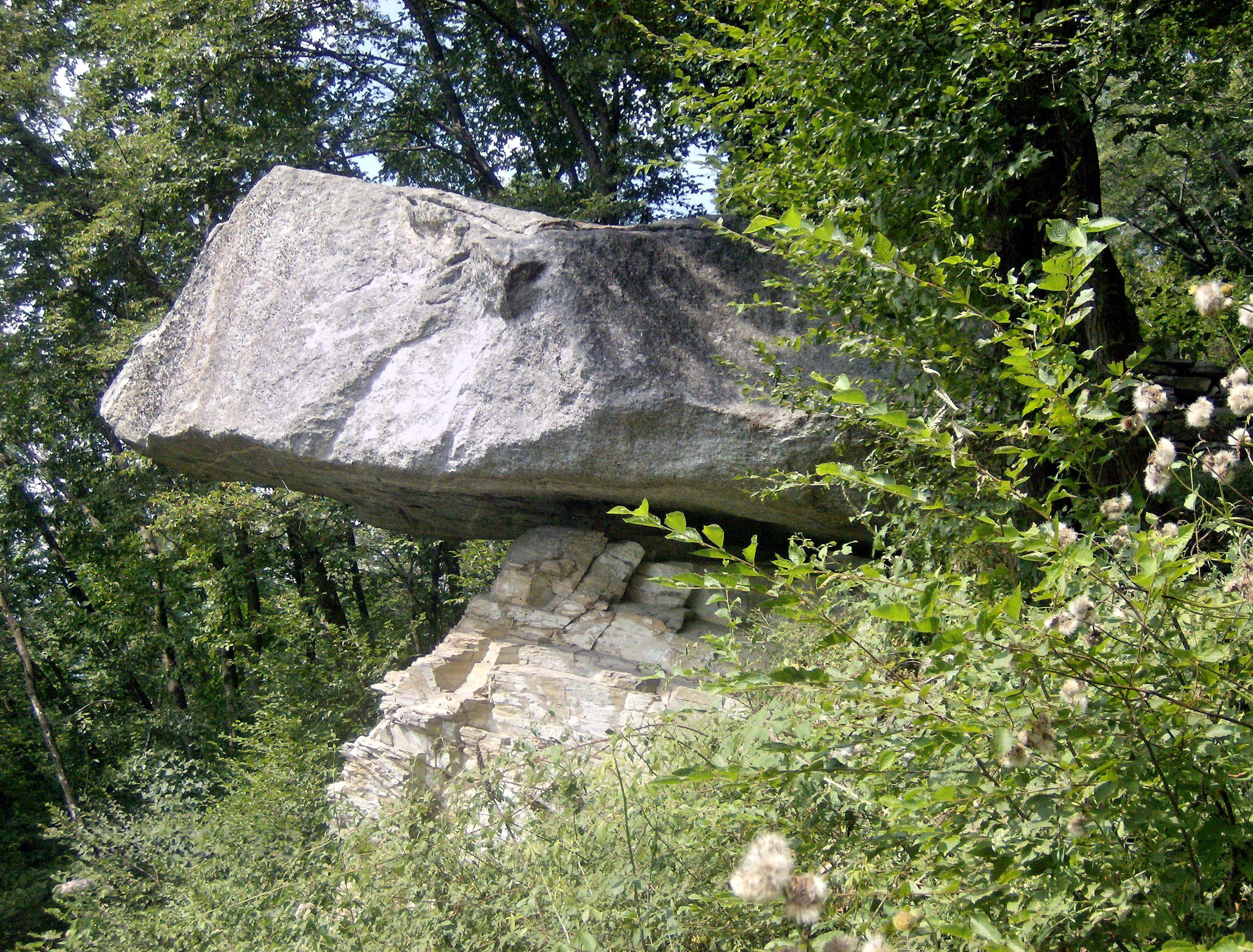
Pietra Nairola

Blevio ist eine Gemeinde in der italienischen Provinz Como in der Region Lombardei.

## Lage und Einwohner
Die 1048 Einwohner (Stand 31. Dezember 2023) zählende Gemeinde liegt rund 5 Kilometer von der Provinzhauptstadt Como und zieht sich über eine Höhe von 200 bis 1140 m s.l.m.. Blevio liegt am Fuße des Berges Pizzo Tre Termini, der der höchste Punkt im Gemeindegebiet ist.
Die Nachbargemeinden sind am Norden Cernobbio, Moltrasio, am Osten Torno, am Süden Brunate, und am Westen Como.

## Geschichte
Blevio umfasst sieben alte Dörfer. Die sogenannten „die siebten Städte“ (Capovico, Cazzanore, Girola, Maggianico, Mezzovico, Sopravilla und Sorto). Die wichtigsten davon waren in der Nähe des Sees von Como.
Die Etymologie des Namens der Stadt wurde in der keltischen Sprache gefunden: Blevio → „Biuelius“ (lateinisch „vivo - lebendig“; alte irische „biu - ich nutzen, um sein“).

## Sehenswürdigkeiten
- Pfarrkirche San Gordiano[2]
- Kirche Immacolata (18. Jahrhundert)[3]
- Villa Belvedere, im Ortsteil Cazzanore[4]
- Villa Pasta[5]
- Villa Ricordi[6]
- Villa Roccabruna, im Ortsteil Colombaio[7]
- Villa Cramer, im Ortsteil Meggianico[8]
- La Pietra Nairola, merkwürdiger Felsblock aus Granit (4,5 × 7,4 m)